# Mark VIII
Mark VIII, také známý jako Liberty nebo The International byl anglo-americký tank navržený během první světové války, aby nahradil starší britské tanky s cílem vytvořit unifikovaný typ, kterým měly být vybaveny Francie, Spojené království a USA. V praxi byla jeho výroba pomalá a do listopadu 1918 bylo vyrobeno pouze několik kusů.
Po válce bylo 100 těchto tanků používaných americkou armádou až do roku 1932, kdy je nahradily pokročilejší typy. Ty, které nebyly vyřazeny do začátku druhé světové války, byly poskytnuty Kanadě na cvičné účely.

## Popis
Posádka tanku se skládala z 10 až 12 členů. Dvanáctým členem posádky byl mechanik, který seděl vedle vidlicového dvanáctiválcového motoru Liberty 12 o výkonu 300 koní. Motor byl chlazen velkým horizontálním chladičem. Tři obrněné palivové nádrže v zadní části tanku o objemu 909 litrů poskytovaly tanku dojezd 90 kilometrů. Motor přenášel sílu prostřednictvím planetové převodovky, která poskytovala dva převodové stupně vpřed a dva vzad. Maximální rychlost tanku byla 8 km/h. Délka stopy byla 10,42 metru, ale i přesto, že šířka trupu byla 3,76 metru, tak byl skutečný poměr délky k šířce velmi špatný. Jeho hmotnost byla jen 38,9 tuny a pancéčování bylo vpředu a po stranách 16 mm silné - což bylo sice mírné zlepšení oproti tanku Mark V, ale pancéřování korby bylo pro pozdější standardy velmi tenké. Strop a spodek trupu byl chráněn pouze 6 mm silným pancířem, což k ochraně před minometných granáty a minami nestačilo.

## Dochované exempláře
- Jeden tank Liberty se nachází na základně Fort George G. Meade v Marylandu v USA. Vyroben byl v roce 1920 v Rock Island Arsenal ve státě Illinois. Byl určen pro 301. tankový prapor, později byl však přidělen k 17. tankovému praporu. Mezi lety 1921 až 1922 této jednotce velel major Dwight D. Eisenhower.

- Druhý americký tank Liberty byl na základně Aberdeen Proving Ground ve městě Aberdeen v Marylandu; v roce 2010 byl přemístěn do muzea National Armor and Cavalry Museum na základně Fort Benning v Georgii.

Tank, který se objevil ve filmu Indiana Jones a poslední křížová výprava byla replika tohoto tanku vyrobená z bagru s přidaným trupem a věží.